# Гандалф
Гандалф је један од главних ликова из романа о Средњој земљи британског писца Џ. Р. Р. Толкина. Први пут се појавио у „Хобиту“ (1937), а затим и у трилогији „Господар прстенова“ (1954-1955). Такође се помиње у постхумно објављеним Толкиновим делима, „Силмарилиону“ (1977) и „Незавршеним причама“ (1980).
Гандалф је један од пет Истара (чаробњака) које су Валари послали у Средњу земљу да помогну у борби против Саурона. Он спада у Мајаре, божанска бића која су по рангу испод Валара. У Средњој земљи је провео око два миленијума. Првобитно је био знан као Гандалф Сиви али се, након смрти у Морији, уздигао као Гандалф Бели. Поред ових, имао је још неколико имена. Након Сауроновог пада и нестанка, Гандалф је заувек напустио Средњу земљу и вратио се у Валинор. Он је једини Истар који је своју мисију извршио до краја.

## Стварање лика
Како у својој књизи наводи Толкинов биограф Хамфри Карпентер, инспирацију за лик Гандалфа Толкин је нашао на једној разгледници коју је купио на свом путовању по Швајцарској, 1911. године. На њој је била приказана репродукција слике Јозефа Мадленера, Горски дух (нем. Der Berggeist). Слика приказује старца са дугачком белом брадом, широким шеширом и огртачем, који седи у шуми у друштву беле кошуте, која му њушком додирује длан. Међутим, уметникова кћерка је у једном интервјуу изјавила како је њен отац ту слику створио средином или крајем 1920-их, тако да се не може са сигурношћу утврдити када је Толкин набавио разгледницу. Мадленер је насликао Горског духа по немачким легендама. Толкин је разгледницу чувао годинама, а на папиру у коме је била умотана написао је „Гандалфови корени“. Осим што су Гандалф и Горски дух физички један налик другоме, могу се повезати и чињеницом да су обојица узвишена бића чије је порекло ван стварног света. Такође, Гандалфов коњ Сенко је бео попут кошуте на слици.
Толкин је почео да пише свој роман Хобит почетком 1930-их година. Створен је лик чаробњака, који се на почетку звао Бладортин, док је Гандалф било име вође патуљака. Тек када је радња већ увелико узнапредовала, патуљак је преименован у Торина, а чаробњак је назван Гандалф. Име је преузето из збирке старонордијских поема, под називом Старија еда (Elder Edda). Оно је у тој збирци припадало једном од патуљака, чиме се може објаснити зашто је у почетку било намењено Торину. Међутим, реч Гандалф на старонордијском језику састоји се из два корена: gandr-, у значењу штап, поготово чаробни; и alf-, у значењу вилењак. Буквалан превод би био вилењак са (чаробним) штапом, тј. чаробњак.

## Биографија лика

### Порекло
Илуватар, врховно божанство Толкиновог легендаријума, у почетку је створио Валаре из своје мисли. Неки од њих су одабрали да живе у Арди (Земљи), која је тек била створена. За Валарима су у Арду дошли и Мајари, такође творевине Илуватара, који су били нижег ранга и моћи, али су ипак спадали у божанска бића. У Силмарилиону је дат опис неких од најзначајнијих Мајара, међу њима и Олорина:
| „                           | Најмудрији од Мајара беше Олорин. Он је такође боравио у Лорјену, али га је пут често наносио у кућу Нијене, и од ње се учио самилости и стрпљењу. | ” |
| — „Силмарилион“, Валаквента | |   |

Управо је Олорин биће кога ће Људи у Средњој земљи касније назвати Гандалф. Он је био саветник Ирма, Вале који је био господар снова и визија.

### Долазак из Валинора
Током Првог раздобља света, Олорин је обитавао у земљи Валара, Валинору, који је од Средње земље био одвојен морем. Након што је први Мрачни господар Моргот побеђен и прогнан, постепено се уздигао његов слуга Саурон. Дуго је ратовао против Вилењака и Људи, све док није био поражен на самом крају Другог раздобља. Међутим, Саурон није нестао, пошто је Прстен за који је везао многе своје моћи остао неуништен. Наставио је да обитава у Средњој земљи у облику сенке. После отприлике хиљаду година, Сауронова сенка настанила се у великој Зелен-шуми, којом су владали Вилењаци. Како пише у Силмарилиону, јужни делови шуме су потамнели, а настанила су је многа зла створења. Зелен-шума је променила назив у Мрка шума. Саурон је почео да враћа обличје, али му је био потребан његов Прстен како би повратио све своје моћи.
У то време, Валари су постали свесни да би Саурон поново могао да представља претњу. Одржали су савет на ком су одлучили да пошаљу своје изасланике у Средњу земљу, како би му се супротставили и онемогућили његов повратак. Опис овог савета сачуван је на једној белешки коју је Толкин написао, а која је касније уврштена у „Незавршене приче“. У њој се наводи да су већ била изабрана двојица представника, када је стигао Олорин. Њега је врховни Валар, Манве, предложио за свог изасланика. Међутим, Олорин се успротивио, говорећи да је он преслаб за тај задатак и да се плаши Саурона. Манве му је одговорио да је то само један разлог више зашто он треба да иде, и да му заповеда да крене. Олорин је био последњи од пет Истара (како су названи изасланици Валара) који је стигао у Средњу земљу, почетком другог миленијума Трећег раздобља.

### Ране године у Средњој земљи
Истарима није било дозвољено да се приказују у свом правом обличју, као што је то чинио Саурон. Били су у телесном облику Људи, са свим њиховим слабостима. Међутим, нису умирали како је време пролазило, а старили су врло споро. Када је Олорин стигао у Средњу земљу, чинио се најслабијим од Истара, пошто је био у обличју старог човека седе косе и сиве одеће, нижи од осталих, а ходао је ослањајући се на штап. Међутим, Вилењак Кирдан Бродоградитељ, господар Сивих Лука, увидео је да је он најузвишенијег духа и најмудрији. Зато му је дао на чување један од три вилењачка Прстена моћи, Нарју. Свој поступак је објаснио овим речима:
| „                                                 | Узми сада овај Прстен, јер твоји напори и твоје бриге ће бити тешки, али у свему он ће те подржавати и чувати те од замора. Јер ово је Прстен Ватре, и с овим ћеш, можда, поново распламсати јунаштво од старине у срцима света, који постаје хладан. | ” |
| — „Силмарилион“, О Прстеновима моћи и Трећем добу | |   |

За Олоринов долазак везана је још једна легенда. Она каже да су њему Валари дали драгуљ Елесар, који је био знамен њихове непрестане бриге над Средњом земљом. Олорин је предао драгуљ Вилењакињи Галадријели, да је подсети како их Валари нису заборавили. Такође је рекао да ће се родити једна особа која ће донети мир Средњој земљи и да ће се она звати Елесар. Касније се то испоставило као тачно.
Како се наводи у „Незавршеним причама“, Олорин, тј. Гандалф Сиви, како су га назвали становници северних области Средње земље, ретко се помињао у аналима и записима у другом миленијуму Трећег раздобља. Претпоставља се да је дуго лутао унаоколо, тражећи и проучавајући Људе и Вилењаке за које се могло очекивати да ће се супротставити Саурону. Никада није имао стално боравиште, попут Сарумана Белог, кога су сматрали вођом Истара и који је први дошао из Валинора. Гандалф је неуморно путовао пешице, а његова главна област деловања био је северозапад Средње земље, тј. Линдон, Еријадор и долина Андуина. Ове области Саурон никада није успео да исквари, тако да се могло очекивати да ће ту бити жариште отпора. Толкин у једној од бележака напомиње да се не може сасвим поуздано утврдити да ли је Гандалф путовао и на Југ и, ако јесте, то се дешавало у раним данима његовог деловања. 
Током својих путовања Гандалф се спријатељио са свим расама којима је био потребан. Међутим, био је најнаклоњенији Вилењацима и њиховим (својеврсним) вођом Елрондом из Ривендела. Њега су Људи са Севера погрешно сматрали Вилењаком, због присности са њима и повремених чаролија које је изводио. Такође, развио је посебан однос према Полутанима (Хобитима), које су други Истари и Вилењаци занемаривали. Гандалфово убеђење је било да ће помоћ у најтежим временима доћи од оних на које се најмање рачуна.

### Бели савет
Гандалф је први посумњао да је биће у Мркој шуми Саурон, а не један од Назгула, његових слугу, како се веровало. Он се 2063. године Трећег раздобља запутио у Дол Гулдур, Сауроново утврђење, не би ли се суочио с њим. Међутим, Саурон се повукао и сакрио на Истоку, те је завладао привремени мир. Скоро четири века касније, 2460. године, Саурон се ојачан вратио у Мрку шуму. Као одговор на то створен је Бели савет, који су чинили најугледнији Вилењаци Средње земље, заједно са Гандалфом и Саруманом. Циљ Савета био је организовање борбе против Саурона (уколико то буде потребно). За њиховог вођу изабран је Саруман, иако је Галадријела желела да Гандалф буде поглавар. Саруман је на то нерадо пристао, али је Гандалф одбио положај, пошто није желео да се обавезује никоме сем Валарима. Бели савет се састајао током следећих пет векова.
Године 2850. Гандалф је поново отишао у Дол Гулдур и коначно са потпуном сигурношћу утврдио да је биће које тамо обитава Саурон. Сазнао је да он трага за својим Прстеном моћи, који би му вратио првобитну снагу. Следеће године сазван је Бели савет, и Гандалф је покушао да убеди остале да се нападне Дол Гулдур, док противник није сувише ојачао. Међутим, Саруман му се супротставио. Он је тада већ био издајник и желео је да нађе Сауронов Јединствени Прстен, како би присвојио његове моћи. Одлучено је да се чека и мотри. Сенка у Дол Гулдуру постајала је све јача, и Гандалф је на наредном састанку Белог савета 2941. године убедио присутне да пошаљу војску у Мрку шуму. Они су успели да одатле истерају Саурона, али је њихов напад већ био предвиђен. Саурон је побегао у Мордор, где је наставио да јача и трага за Јединственим Прстеном. Подигао је кулу Барад-дур, на чијем се врху настанио. Бели савет се последњи пут састао 2953., када је расправљано о Прстеновима моћи.

### Поход на Самотну планину
Истеривање Саурона из Мрке шуме десило се истовремено са догађајима описаним у „Хобиту“. Позадина радње тог романа дата је у „Незавршеним причама“. Гандалф је, приликом свог одласка у Дол Гулдур 2850. године, нашао једног заробљеног Патуљка, не знајући да је то Траин, отац Торина Храстоштита. Траин је некада живео у богатом граду Еребору, који се налазио под Самотном планином. Међутим, Патуљци су морали да побегну одатле када је град напао змај Шмауг, са намером да присвоји њихова богатства. Лутали су дуго година. Траин је поседовао последњи од седам патуљачких прстенова, те га је због тога Саурон гонио и заробио. Већ на самрти, дао је Гандалфу мапу и кључ за улазак у Самотну планину, надајући се да ће његов син Торин пронаћи начин да поново дође тамо и порази Шмауга. 
У време непосредно пре одржавања Белог савета на ком је одлучен напад на Дол Гулдур, 2941. године, Гандалф је био веома забринут због стања на Северу. Знао је да би Саурон могао да употреби змаја за напад на град Дол, уз стравичне последице, али није могао да пронађе начин да то спречи. Игром случаја, док је ишао у Округ, земљу Хобита, налетео је на Торина Храстоштита. Он га је замолио за помоћ. Намеравао је да се врати на Самотну планину, убије Шмауга и поврати благо својих предака. Гандалф је пристао да му помогне, пошто се то сасвим подударало са његовим плановима о уклањању змаја. Растали су се, а док је Гандалф пролазио кроз Округ, пало му је на памет да у поход ка Самотној планини укључи и Хобита Билба Багинса. Своју одлуку никада није до краја образложио, мада се то могло повезати са његовим уверењем да помоћ стиже од оних на које се најмање рачуна. Зашто је одабрао баш Билба може се видети из одломка „Незавршених прича“, у ком он објашњава свој поступак Фроду Багинсу: 
| „                                           | Некако ме је Билбо давно пре тога привукао, још кад је био дете и млад Хобит: тада сам га последњи пут видео и још није био доспео у доба пуне зрелости. Од тада ми је одувек био на памети, због своје горљивости и сјаја у очима и због тога што је волео приче и што је постављао питања о великом свету изван Округа. | ” |
| — „Незавршене приче“, ,,Потрага за Еребором | |   |

Гандалф се брзо вратио Торину и успео је да га убеди да поведе Билба у свој поход. Торин је нерадо пристао и од тог тренутка почиње радња „Хобита“. Гандалф се касније састао са Билбом и на превару га навео да организује вечеру за Торина и његове Патуљке у свом дому. Наговорио га је да пође са њима, а Торину је дао мапу и кључ његовог оца. Гандалф је одлучио да прати Патуљке и Билба колико буде могао, док не буде морао да се врати на Бели савет. Ослободио их је од тролова на које су наишли у шуми, као и од Гоблина који су их заробили док су прелазили Маглене планине. Том приликом је Билбо пронашао Сауронов Јединствени Прстен у пећини створења Голума, мада га Гандалф у том тренутку није препознао. Патуљке и Хобита оставио је на самој граници Мрке шуме, а затим одјахао на Бели савет, на ком је успео да издејствује напад на Дол Гулдур. Када је Саурон побегао, Гандалф је отпутовао до Самотне планине, где је Шмауг већ био убијен, али је започет сукоб између Људи из Дола, Вилењака и Торина и његових сабораца око поделе блага. Он је прекинут доласком Гоблина и Варги (дивљих чудовишних вукова), који је проузроковао Битку пет армија. Након што су Гоблини и Варге поражени, Гандалф је отпратио Билба назад у Округ.

### Рат за Прстен
Гандалф следећих шездесет година није схватио да Билбо, у ствари, поседује Сауронов Прстен, а ни сам Хобит није био свестан тога. Гандалф је упознао Арагорна, потомка краљева Нуменора и наследника упражњеног престола Људи, 2956. године Трећег раздобља. Од тада почиње њихово пријатељство. 
Гандалф је био позван на прославу Билбовог 111-ог рођендана, 3001. године. Билбо је још неколико месеци раније одлучио да на тај дан заувек напусти Округ и поново отпутује. Већину својих ствари, укључујући и Прстен, оставио је свом нећаку Фроду. Међутим, Гандалф је приметио колико му је било тешко да се растане од Прстена, и, тек на његово инсистирање, Билбо га је оставио у својој кући и отпутовао. Тада је Гандалф напокон посумњао да је то Јединствени Прстен, знајући колико је велика његова привлачна моћ. Оставио га је Фроду и рекао му да га чува у тајности и не ставља уколико то није неопходно. Следећих седамнаест година Гандалф је повремено посећивао Фрода у Округу, не би ли се уверио да је Прстен још на сигурном. Заједно са Арагорном организовао је потеру за Голумом, у чијој је пећини Билбо пронашао Прстен. Међутим, Голум је побегао из Маглених планина, где се крио скоро петсто година, и кренуо да тражи крадљивца, знајући да је то Хобит Багинс из Округа. У својој потрази зашао је у Сауронову земљу Мордор, где је заробљен и мучен док није рекао све што зна о Прстену. Саурон је послао својих девет слугу, Назгуле, Црне јахаче, у Округ да га пронађу и донесу. 
У априлу 3018. године Гандалф је поново посетио Фрода. Он је претходно у Минас Тириту прочитао свитак о Прстену, сазнавши да се у ватри на његовој, иначе глаткој површини, оцртавају слова Мордора. Ставио је Прстен у огњиште и коначно потврдио своје сумње. Испричао је Фроду све о његовој природи и наложио му да га однесе Вилењацима у Ривендел, где би се могло одлучити о његовој даљој судбини. Фродо је требало да сачека Гандалфа до септембра, када би се он вратио у Округ и отпратио га до Вилењака. Међутим, Гандалф је примио позив од вође Истара, Сарумана, да га посети у његовом пребивалишту у Изенгарду. Ту му је Саруман рекао своје планове да се придружи Саурону, којег ће бити немогуће победити са Вилењацима као савезницима. Такође је открио да жарко жели да поседује Јединствени Прстен, и да му предлаже да му се придружи како би поделили његову моћ. Гандалф је одбио, што је навело Сарумана да га затвори на врху куле Ортанк, где је остао заточен наредна два месеца.
Гандалфа је са Ортанка спасио орао Гваихир. Наиме, пре свог заточеништва, он се срео са још једним припадником Истара, Радагастом Смеђим. Радагаст га је обавестио да су девет Назгула кренули у потрагу за Прстеном. Он је био пријатељ свих биљака и животиња, те му је Гандалф наложио да му преко орлова пошаље поруку уколико буде неких лоших вести. Гваихир је управо ишао да му саопшти како су Сауронови Орци почели да се окупљају, и да су Назгули примећени у тим крајевима. Ово се показало као срећна околност за Гандалфа, јер га је орао однео са врха Ортанка до Рохана, земље господара коња. Краљ Рохана, Теоден, дозволио му је да одабере било ког коња како би што пре напустио његову земљу и кренуо пут Ривандела. Гандалф је следећег дана срео Сенка, поглавицу Mearasa, најплеменитије врсте коња. Он му у почетку није дао да се приближи, али га је Гандалф сустигао и убрзо припитомио. На Сенку је одјахао у Ривендел, успут прошавши кроз Округ и преко Брега ветрова, где су га Назгули опколили, али је успео да побегне. Стигао је у Ривандел два дана пре Фрода, који га је чекао у Округу, али се на крају упутио ка Вилењацима без њега.

#### Дружина Прстена
Елрондов савет одржан је четири дана по Фродовом доласку, и на њему је одлучено да Прстен мора да се однесе у Мордор и баци се у ватрени понор Планине Усуда одакле је и потекао, пошто је то био једини начин да се уништи. Фродо се прихватио тог задатка, а Гандалф је одлучио да крене са њим и да му помаже да лакше подноси терет Прстена, који је жудео да се врати свом господару Саурону. Поред њих двојице, кренули су и три Хобита, Семвајс Гемџи (Фродов баштован), Мерјадок Брендибак и Перегрин Тук (Фродови рођаци). Такође су им се придружили представници осталих раса Средње земље: Вилењак Леголас, Патуљак Гимли и Људи, Боромир од Гондора и Арагорн. Тако је створена Дружина Прстена.
Дружина је напустила Ривендел 25. децембра 3018. године. Њихова првобитна намера била је да пређу планински врх Карадрас на Магленим планинама, али су због јаког снега били приморани да се врате. Такође су их напале Варге, те су одлучили да не иду преко планине, него испод ње, кроз бивше патуљачко краљевство и рудник Морију. Гандалф је пронашао улаз у Морију и успео да га отвори рекавши лозинку. У руднику је владао мркли мрак, али Гандалф је осветлио врх свог чаробног штапа. После неког времена, пронашли су гроб Балина, једног од патуљака који је ишао са Билбом и Торином на Самотну планину и који је покушао да поново заузме Морију, али су га убили Орци. Ти исти Орци су напали и Дружину. Док су бежали, схватили су да се један од Балрога, ватрених демона првобитно у служби Моргота, првог Мрачног господара, крије у Морији. Балрог их је напао кад су стигли на Мост Казад-дума, који је преко амбиса водио до излаза. Гандалф је најпре пустио да остатак Дружине пређе на другу страну, а затим остао да се суочи са Балрогом. Својим чаробним штапом изазвао је ломљење дела Моста на којем је стајао Балрог. Међутим, док је падао у амбис, демон је својим бичем ухватио Гандалфа за ногу и повукао га заједно са собом.

#### Гандалф Бели
Дружина Прстена је напустила Морију верујући да је Гандалф погинуо. Међутим, то се није десило. Он и Балрог су падали низ амбис док нису упали у воду која се налазила на дубини до које ниједан Патуљак никада није стигао. Ту су се дуго борили. Балрог је стално насртао, али га је Гандалф сваки пут секао. На крају је демон побегао кроз тунеле које је добро познавао услед вишевековног боравка у Морији. Гандалф га је пратио док нису стигли на Бескрајно степениште и затим, уз њега, све до врха планине Зирак-зигила. Иако је Балрог успео да поврати своју ватру која се угасила падом у воду, Гандалф га је убио и оборио на бок планине. Гандалф је описао оно што се догодило после борбе у роману „Две куле“:
| „                    | Онда ме обузе тмина, и застранио сам ван мисли и времена, и лутао сам далеко путевима о којима нећу да причам. Наг сам одаслан натраг – за кратко време, док се мој посао не обави. | ” |
| — „Две куле“, III, 5 | |   |

Хтео је да каже да је погинуо, али како су Мајари бесмртна бића, његов дух је лично Илуватар послао назад у Средњу земљу. Од тог тренутка, он више није био Гандалф Сиви, већ Гандалф Бели. Доживео је трансформацију. Коса му је била бела попут снега, као и одора, коју су му касније поклонили Вилењаци. Гандалф је наследио издајника Сарумана на месту вође Истара и постао моћнији него икада раније.
Са врха планине Гандалфа је, по други пут, спасао орао Гваихир. Он га је однео у Лотлоријен, вилењачку шуму којом је управљала Галадријела, заједно са својим супругом Келеборном. Тамо је провео неколико дана док се није у потпуности исцелио. У међувремену, Дружина Прстена се распала. Фродо и Семвајс су наставили према Мордору, носећи Прстен. Боромира су убили Јурук-Хаи, врста Оркова коју је створио Саруман. Они су такође отели Мерјадока и Перегрина, а Арагорн, Леголас и Гимли су кренули у потеру за њима. Гандалф их је сустигао, али је био обучен у сиве рите које је пребацио преко своје беле одоре. Након што се уверио да су се два Хобита спасили од Оркова и нашли уточиште код Ента Дрвобрадог у шуми Фангорн, дошао је Арагорну, Леголасу и Гимлију. Они су га напали, мислећи да је то Саруман, али Гандалф им се открио и испричао им све шта се десило у Морији. 
После тога, Гандалф је позвао Сенка, који је за њим дошао из Ривендела, и њих четворица су одјахали у дворац роханског краља Теодена. Он је био под утицајем Саруманових чини, које су изазвале његово пребрзо старење и отуђеност од стварности. Такође, на његовом двору је био Саруманов слуга, Грима Црвојезик, који је саветовао краља по чаробњаковим упутствима. Гандалф је ослободио Теодена Гриминог и Сарумановог утицаја. Саветовао му је да поведе војску на Сарумана, који је у том тренутку био најоданији Сауронов слуга и већ нападао Рохан. Теоден, коме се вратила стара снага, одлучио је да га послуша и повео војску ка Рограду, који се налазио у Хелмовом понору. Тамо су се суочили са Јурук-Хаијима, који су град били напали још пре него што су стигли. Гандалф је пре тога без објашњења напустио војску. Он је нашао једног од Теоденових племића, Лорда Еркенбарда од Западног превоја, и довео њега и његову војску у помоћ краљу. Стигли су у прави час, јер су ратници Рохана почели да губе. Битка се преокренула у корист Људи и Орци су одбијени.
Након битке, Гандалф, Теоден и део роханске војске одјахали су у Изенгард, Саруманово седиште, не би ли се коначно суочили са њим. Тамо су затекли Енте, који су провалили брану и уништили град. Наиме, они су одлучили да се освете Саруману за сво посечено дрвеће шуме Фангорн. У марш на Изенград са Ентима су пошли и Хобити Мерјадок и Перегрин. Недуго пошто су стигли, Саруман, који се крио у кули Ортанк, одлучио је да разговара са њима. Војници Рохана пали су под моћ његовог гласа, али Гандалф је показао колику контролу је задобио као Бели чаробњак, тако што је уништио Саруманову палицу и избацио га из реда Истара и Белог савета. Црвојезик, који се крио у кули са својим господарем, покушао је да гађа Гандалфа једним од Палантира, али га је промашио. Те вечери, Перегрин није могао да одоли знатижељи и погледао је у Палантир. Случајно је сазнао за Сауронов план да нападне Минас Тирит, главни град Гондора. Чим је Гандалф сазнао шта је видео, одлучио је да одјаше у Гондор и обавести Денетора, Домостројитеља те државе. Са собом је повео и Перегрина. Сенко је прешао тај пут за четири дана.

#### Одбрана Гондора
Денетор је још раније био свестан да ће Саурон напасти његову државу. Међутим, туга коју је осећао због смрти свога сина Боромира спречила га је да се значајније посвети одбрани. Гандалфа није третирао са поштовањем, али му је ипак дао дозволу да остану у Минас Тириту. За то време, Фарамир, Денеторов млађи син, покушавао је да одбрани Озгилијат, рушевни град и последњу одступницу Минас Тирита. Њега су напали Назгули, овог пута не јашући на коњима, већ на змајоликим крилатим створењима. Гандалф га је спасио, испаливши из свог штапа белу светлост на Назгуле, који су се потом повукли. Фарамир је испричао Гандалфу како је срео Фрода и Семвајса, који су се упутили у Мордор кроз тајни пролаз Кирит Унгол. Ове вести су врло потресле и уплашиле Гандалфа, који је знао колико је то опасно место. Фарамиру је отац наредио да крене у противнапад на Орке у Озгилијату. Иако је знао да за тај подухват нема много изгледа, пристао је. У тој бици Фарамир је задобио смртоносну рану и, када су га донели из битке, лежао је на самрти. 
У међувремену, Вештац-краљ од Ангмара, вођа Назгула, довео је мордорску војску пред капије Минас Тирита. Орци су ископали јарке и почели катапултима да гађају први ниво града, који је убрзо горео. Денетор, тугујући над рањеним Фарамиром, није хтео да изда наређења војсци. Тако је Гандалф преузео команду над одбраном Гондора. Куда год је пролазио дуж зидина, трудио се да подиже морал војницима и накратко успевао у томе, али чим би отишао даље, поново би их обузела малодушност. После два дана битке, Орци су донели Гронда, огроман балван за пробијање капије у облику вучје главе. Капија града је срушена у зору и кроз њу је први ујахао Вештац-краљ. Сви војници су побегли, али је Гандалф на Сенку препречио пут Назгулу. Требало је да почну да се боре, али је у том тренутку стигла роханска војска у помоћ Гондору. Вештац је одјахао да организује противнапад. Перегрин је дошао до Гандалфа и обавестио га да је Денетора обузело лудило и да планира да спали себе и Фарамира, за кога је веровао да је умро. Гандалф је успео да спаси Фарамира са ломаче, али је Домостројитељ Гондора на њој завршио свој живот. Војска Мордора побеђена је роханским нападом и доласком Арагорна који је повео свој народ, Дундаине. Вешца-краља су убили удружени Хобит Мерјадок и Јовајна, нећака краља Теодена.

#### Сауронов пад
Гандалфа су преостали заповедници Људи изабрали за вођу у наредним биткама. Знајући да Саурона неће моћи да победе силом оружја, Гандалф је смислио нови план. Он је предложио да се сакупи што већа војска и да се са њом крене ка Капији земље Мордор. Тим поступком би одвукли могући поглед Сауроновог Ока са Фрода и Семвајса и дали им шансу да униште Прстен. Остале вође су прихватиле Гандалфов предлог, иако су знали да иду у своју смрт.
Пред Црном капијом, Гандалфа и друге вође дочекао је Сауронов гласник који је себе назвао Уста Сауронова. Показао им је Фродову верижњачу и огртач, тако их убедивши да је ухваћен и да Мрачни господар поново има Прстен. Видевши њихов очај, гласник им је навео услове које морају да испуне да би били поштеђени, који су укључивали признавање Саурона за врховног господара. На његов шок и бес, Гандалф је све услове одбио, назвавши Саурона безверним и проклетим. Напад Мордора на Људе је тада почео.
Међутим, гласник се преварио. Орци јесу ухватили Фрода, али нису знали да је код њега Прстен. Семвајс је спасао свог господара и њих двојица су препешачили остатак пута до Планине Усуда, где је Прстен коначно пао у ватру и био уништен. Сауронова моћ је нестала и његова сенка се уздигла изнад Мордора, али била је превише слаба да ишта уради те је однесена ветром. Гандалф је први схватио да је Носилац Прстена обавио свој задатак и позвао Људе да одају поштовање Фроду и Семвајсу. Затим је по трећи и последњи пут узјахао орла Гваихира, одлетео до Планине Усуда које ја еруптирала и спасао два Хобита од ватре и лаве.

### Повратак у Валинор
Након нестанка Саурона, Арагорн је коначно могао да се крунише за краља Људи у Гондору. Ипак, одлучено је да се сачека да се Фродо и Семвајс у потпуности опораве. Њих је Гандалф обавестио о свему што се догодило током њиховог пута. На дан крунисања, Арагорн је замолио Гандалфа да му стави круну на главу следећим речима:
| „                         | ... а нека је Митрандир положи на моју главу, ако хоће; јер он је био покретач свега што је постигнуто, и ово је његова победа. | ” |
| — „Повратак краља“, VI, 5 | |   |

Гандалф је крунисао Арагорна уз објаву:
| „                         | Сада долазе дани Краља, и нека би били благословени док престоли Валара трају! | ” |
| — „Повратак краља“, VI, 5 |                                                                                |   |

Након крунисања, Гандалф је провео неколико недеља у Гондору заједно са остатком Дружине. Показао је краљу Арагорну нови изданак Белог дрвета, који су његови преци донели из Нуменора, а које је увело кад се лоза угасила. Сада је поново цветало. Тада је Гандалф по први пут открио да убрзо намерава да напусти Средњу земљу и врати се у Валинор, јер је његова мисија била завршена. Касније је уследило венчање Арагорна и Вилењакиње Аруене, а после славља Хобити, Леголас и Гимли су помислили на повратак својим домовима. Заједно са Гандалфом и многим сапутницима су кренули, и временом су се раздвјали док на крају нису остали само Хобити и чаробњак. Он их је отпратио до граница Округа, а затим их је напустио.
Две године касније, дошло је време да остатак Вилењака, предвођен Елрондом, Галадријелом и Келеборном, заувек напусти Средњу земљу. Гандалф се прикључио њиховој поворци код Сивих Лука, нескривено носећи Прстен Нарју, пошто је моћ вилењачких Прстенова била готова. На брод за Валинор укрцали су се и Билбо и Фродо. У том тренутку, 3021. године Трећег и прве године Четвртог раздобља, Гандалфово посланство у Средњу земљу било је завршено после два миленијума. Као једини Истар који се до краја борио против Саурона испунио је задатак који су му дали Валари и значајно допринео победи против Мрачног господара.

## Имена
Свом лику Толкин је дао још неколико имена:
- Олорин – Право име Гандалфа, које је носио у Валинору. Изведено је од вилењачке речи olo-s, у значењу визија, фантазија. Ово име се може повезати са чињеницом да је Олорин био саветник Валара Ирма, који је био господар визија. Олорин је често боравио међу Вилењацима из Лорјена и у њихов ум усађивао лепе визије и изненадне мудре увиде.
- Митрандир – Име које су Вилењаци дали Гандалфу по доласку у Средњу земљу, а које су касније прихватили и неки Људи. Његово значење је Сиви Луталица. Дато му је због сиве одеће и непрестаног путовања по земљи.
- Тарукин – Патуљачко име за Гандалфа. У преводу значи Човек са штапом.
- Инканус – Име које је Гандалф добио на југу Средње земље, на који је ретко ишао. Састоји се из два корена, inka и nus, које значе север и ухода, па би се могло превести као Ухода са Севера. Најпре је било потпуно неразумљиво северним језицима, али је прилагођено.
- Злогук или Lathspell – Надимак које је Грима Црвојезик дао Гандалфу у Рохану, пошто је увек долазио са лошим вестима.
- Гандалф Вранолујни – Такође Гандалфов надимак у Рохану.
- Бели Јахач – Овај надимак Гандалф је добио након трансформације у Гандалфа Белог, пошто је јахао Сенка, који је такође био бео.